# Prerrenacimiento

Dante y Petrarca, de Giovanni dal Ponte.

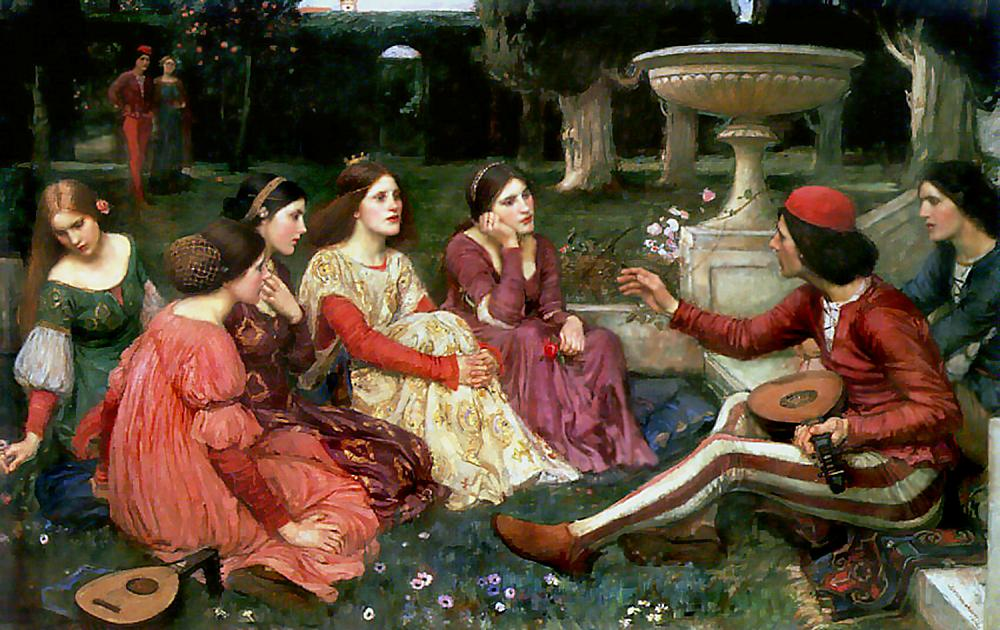
Jóvenes florentinos se refugian en un entorno idílico, huyendo de la peste de 1348, como describe el Decamerón de Bocaccio.

Prerrenacimiento es el nombre que la historiografía ha dado al periodo anterior al Renacimiento, en que puede detectarse la existencia de precursores del Renacimiento, artistas y literatos, fundamentalmente.
Entre finales del siglo XIII d. C. y mediados del siglo XIV d. C. (momento crucial, cuando se produce el gran impacto de la peste de 1348) en este se localiza la producción literaria de la tríada de escritores italianos que se consideran convencionalmente por la historiografía como tales precursores: Dante, Petrarca y Boccaccio.

## Prerrenacimiento italiano
Además de ellos, en el Prerrenacimiento italiano se puede encontrar precedentes del Renacimiento en:
- El Duecento (años [mil] doscientos en idioma italiano) o siglo XIII d. C.: artistas como los Pisano, Cimabue, Duccio di Buoninsegna, etc.

- El Trecento (años [mil] trescientos) o siglo XIV d. C.: artistas como Giotto, Simone Martini, Taddeo Gaddi, etc.

Para Italia, el Quattrocento (años [mil] cuatrocientos) o siglo XV d. C. es el momento del Renacimiento inicial, especialmente su primera mitad; mientras que el Alto Renacimiento o renacimiento pleno o maduro se suele situar a finales de siglo XV d. C. y en las primeras décadas del siglo XVI d. C.. Estas primeras décadas son a su vez la primera parte del Cinquecento (años [mil] quinientos), parte que es seguida por el Bajo Renacimiento o Manierismo.

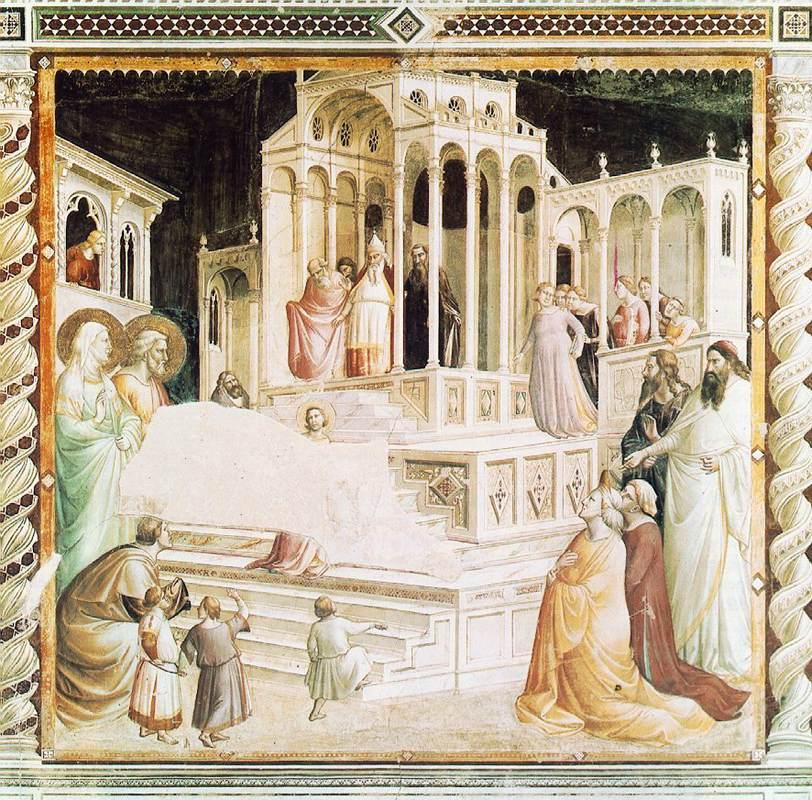
Presentación de María en el Templo, de Taddeo Gaddi, ca. 1330.
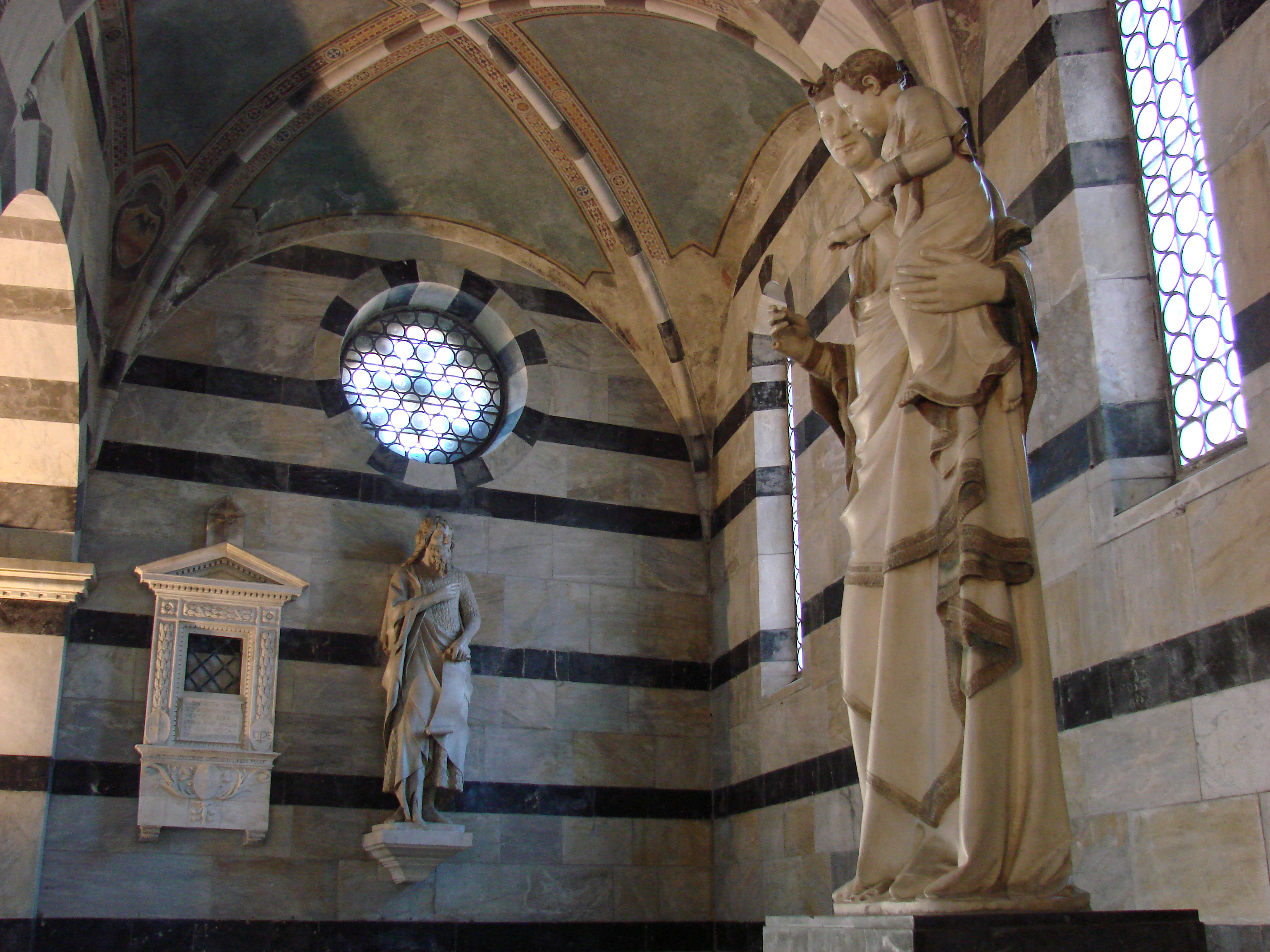
Madonna della Rosa y San Juan Bautista, de Andrea Pisano.

## Prerrenacimiento fuera de Italia
Para el resto de los países europeos, el siglo XV d. C. es en su mayor parte plenamente gótico (gótico final, gótico flamígero, gótico internacional); aunque localmente, en algunas zonas, se va produciendo una transición hacia el Renacimiento, con características peculiares en cada una: primitivos flamencos en el Estado borgoñón, primitivos españoles en España (hispano-flamenco, estilo Reyes Católicos), estilo Tudor en Inglaterra, etc.
Especialmente para la historia de la literatura española se suele hablar de un Prerrenacimiento a partir de mediados del siglo XV d. C..

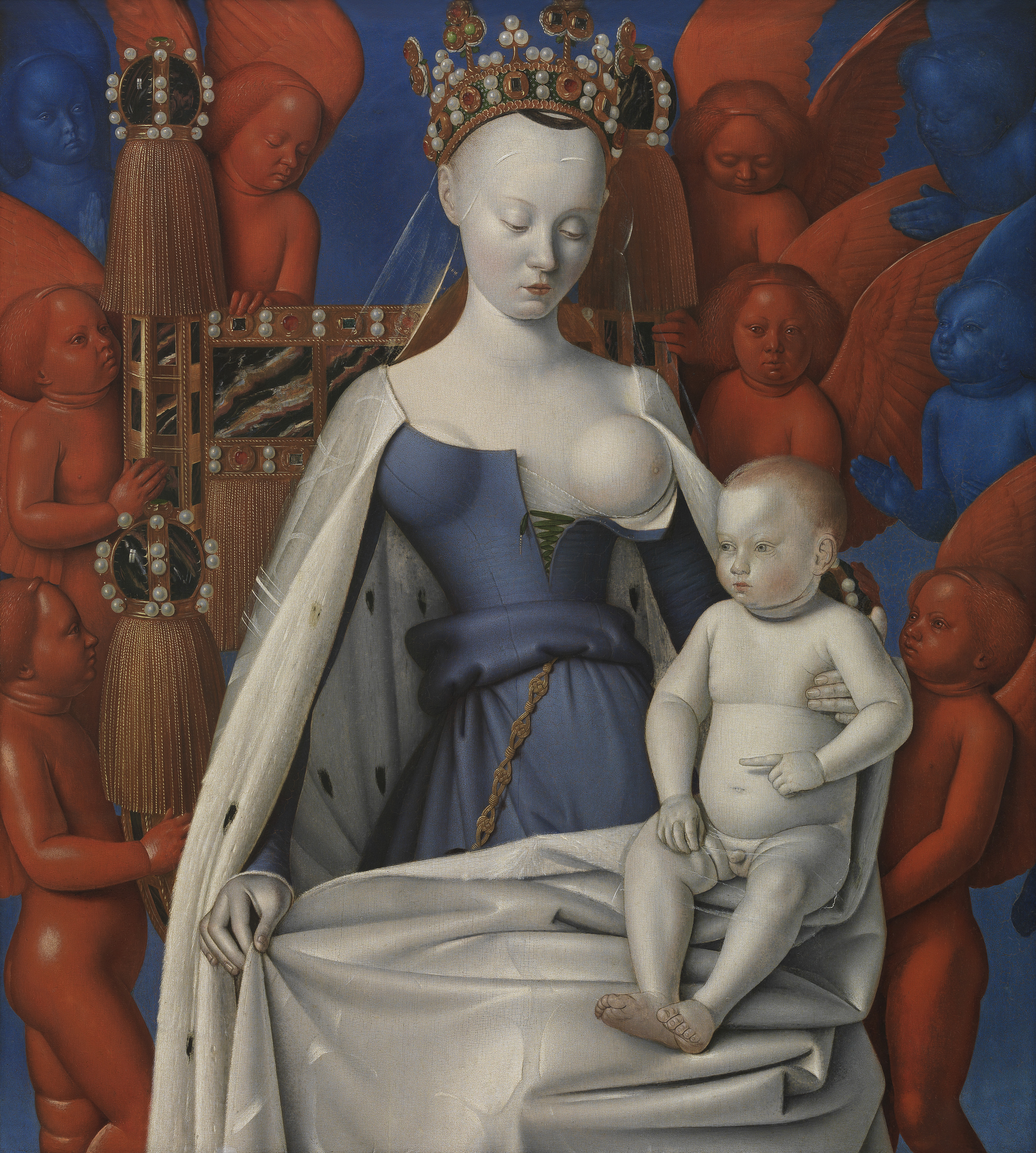
Díptico de Melun, de Jean Fouquet
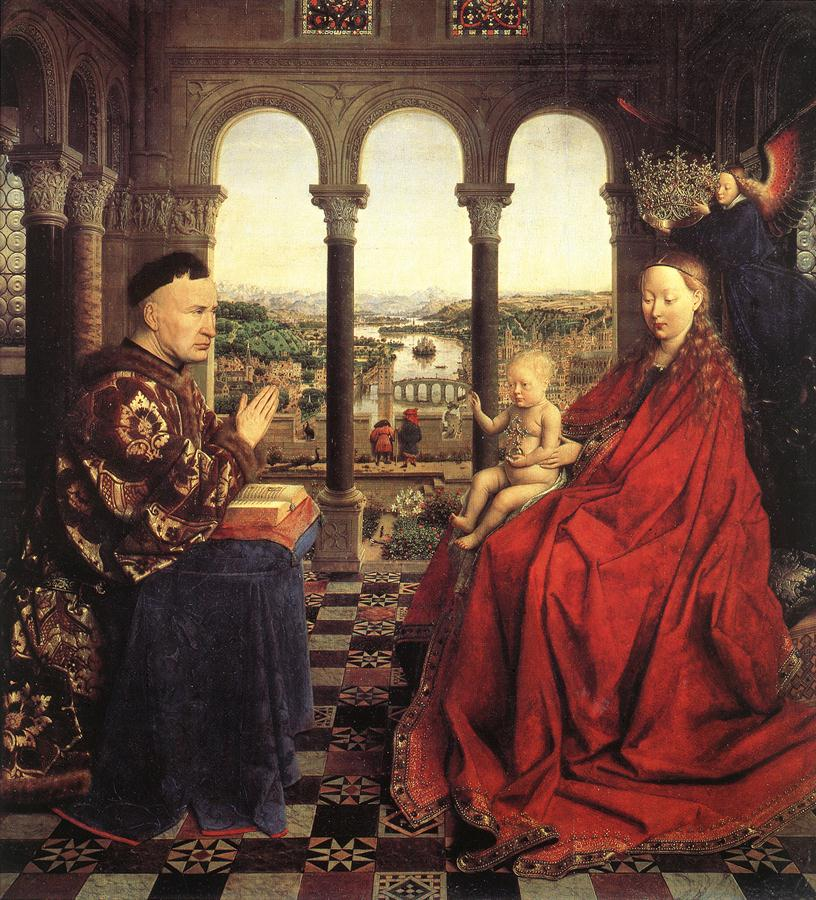
Virgen del canciller Rolin, de Jan van Eyck.
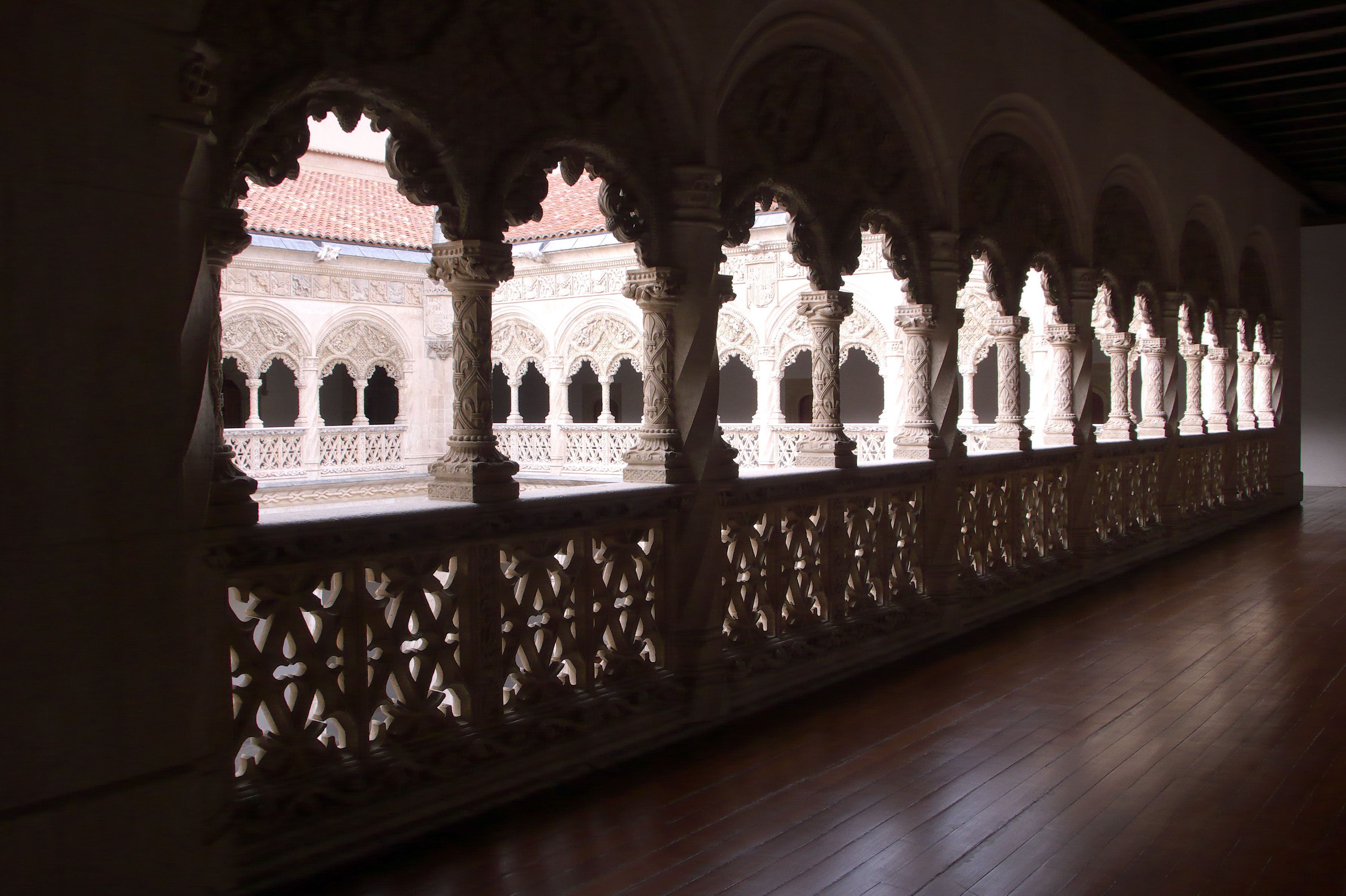
Claustro de Colegio de San Gregorio, de Juan Guas.
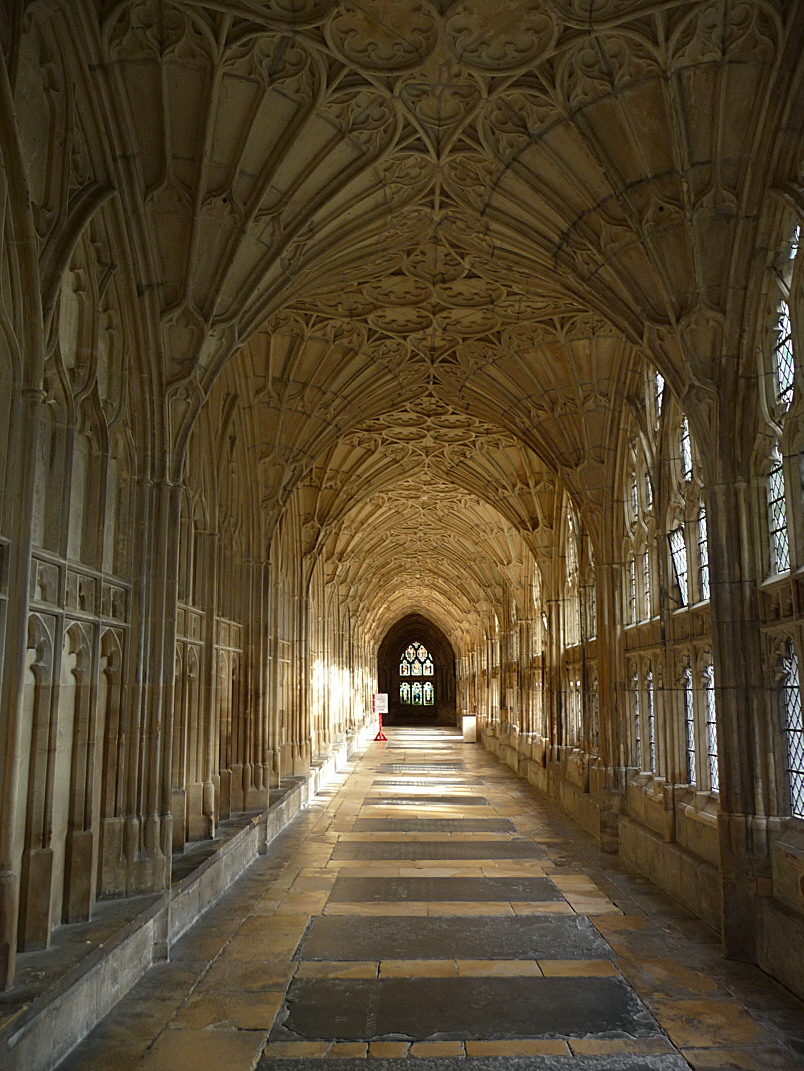
Bóvedas de abanico de la catedral de Gloucester.